# 八解脫
八解脫，又譯為八背捨、八惟無、八惟務，為八種禪修方式的合稱。與八勝處、十遍處，合稱三法。

## 概論

### 世俗諦
背捨，指潔淨五欲，離開貪著的心。

共分為八個階段：
1. 內有色想觀外色解脫
2. 內無色想觀外色解脫
3. 淨解脫身作證具足住
4. 空無邊處解脫（四無色定）
5. 識無邊處解脫（四無色定）
6. 無所有處解脫（四無色定）
7. 非想非非想處解脫（四無色定）
8. 身作證具足住（滅受想定）

等八者的合稱。
初背捨，指的是以不淨心來觀察在身心中的色與外界的色。
之後進入第二階段，滅除身心中的色想，專一觀察外界的色相。
初背捨與第二背捨階段，仍然是不淨心，以清淨心進行觀修，為三背捨。
三背捨之後，依序進入四無色定與滅受想定。

### 勝義諦
捨離八苦！
1. 捨-生苦
2. 捨-老苦
3. 捨-病苦
4. 捨-死苦
5. 捨-愛別離苦
6. 捨-怨憎會苦
7. 捨-求不得苦
8. 捨-五蘊熾盛苦